# Gurpreet Singh Sandhu
Gurpreet Singh Sandhu (Sahibzada Ajit Singh Nagar, 3 febbraio 1992) è un calciatore indiano, portiere del Bengaluru e della Nazionale indiana.

## Carriera

### Club

#### Gli inizi
Singh Sandhu ha cominciato a giocare a calcio all'età di 8 anni, entrando a far parte della St. Stephen's Academy nel 2000. Ha giocato anche per la selezione Under-16 del suo stato, il Punjab: nel 2006 ha debuttato nel corso di una partita disputata a Haldwani. È rimasto alla Stephen's Academy fino al 2009, quando è entrato nelle giovanili dell'East Bengal.

#### East Bengal
Nel 2010, Singh Sandhu ha firmato un contratto con l'East Bengal. Ha giocato 5 partite nel campionato 2009-2010, per poi essere ceduto ai Palian Arrows nel 2010-2011. Ritornato all'East Bengal, il 6 marzo 2012 ha debuttato nell'AFC Champions League: è stato infatti schierato titolare nella sconfitta per 0-1 contro l'Al-Oruba.

#### Stabæk
Il 18 agosto 2014, i norvegesi dello Stabæk hanno ufficializzato l'ingaggio di Singh Sandhu, che è diventato così il quinto calciatore della storia del calcio indiano a firmare un contratto professionistico in Europa. Nel corso della prima porzione di stagione in squadra, non ha disputato alcuna partita.
Il 22 aprile 2015 ha esordito ufficialmente in squadra, schierato titolare nella vittoria per 0-6 sul campo del Runar, in una sfida valida per il primo turno del Norgesmesterskapet. È stata l'unica presenza stagionale del portiere indiano.
Il 29 maggio 2016 viene schierato per la prima volta nella formazione titolare in campionato nella partita vinta 5-0 contro lo Start rimanendo in campo per tutti i 90 minuti. Il 16 agosto 2017 ha rescisso il contratto che lo legava al club.

#### Bengaluru
Il 17 agosto 2017 è passato ufficialmente al Bengaluru.

### Nazionale
Singh Sandhu ha debuttato per l'India under 19 in data 5 novembre 2009, nel corso di una sfida contro l'Iraq valida per le qualificazioni al campionato asiatico di categoria del 2010. È stato poi convocato in Nazionale maggiore in vista della Coppa d'Asia 2011, non giocando alcuna partita. L'esordio per l'India è arrivato il 25 marzo 2011, subentrando a Chinadorai Sabeeth nel pareggio per 1-1 contro il Turkmenistan.

## Statistiche

### Presenze e reti nei club
Statistiche aggiornate al 23 aprile 2025.
| Stagione           | Club               | Campionato         | Campionato | Campionato | Coppe nazionali | Coppe nazionali | Coppe nazionali | Coppe continentali | Coppe continentali | Coppe continentali | Supercoppe | Supercoppe | Supercoppe | Totale | Totale |
| Stagione           | Club               | Comp               | Pres       | Reti       | Comp            | Pres            | Reti            | Comp               | Pres               | Reti               | Comp       | Pres       | Reti       | Pres   | Reti   |
| ------------------ | ------------------ | ------------------ | ---------- | ---------- | --------------- | --------------- | --------------- | ------------------ | ------------------ | ------------------ | ---------- | ---------- | ---------- | ------ | ------ |
| 2009-2010          | East Bengal        | IL                 | 0          | 0          | FC              | 0               | 0               | AFC Cup            | 0                  | 0                  | -          | -          | -          | 0      | 0      |
| 2010-2011          | East Bengal        | IL                 | 0          | 0          | FC              | 0               | 0               | -                  | -                  | -                  | SC         | 1          | 0          | 1      | 0      |
| 2011-2012          | East Bengal        | IL                 | 0          | 0          | FC              | 0               | 0               | AFC Cup            | 4                  | -5                 | -          | -          | -          | 4      | -5     |
| 2012-2013          | East Bengal        | IL                 | 14         | -9         | FC              | 0               | 0               | AFC Cup            | 7                  | -8                 | -          | -          | -          | 21     | -17    |
| 2013-2014          | East Bengal        | IL                 | 8          | -4         | FC              | 0               | 0               | -                  | -                  | -                  | -          | -          | -          | 8      | -4     |
| Totale East Bengal | Totale East Bengal | Totale East Bengal | 22         | -13        |                 | 0               | 0               |                    | 11                 | -13                |            | 1          | 0          | 34     | -26    |
| ago.-dic. 2014     | Stabæk             | ES                 | 0          | 0          | CN              | 0               | 0               | -                  | -                  | -                  | -          | -          | -          | 0      | 0      |
| 2015               | Stabæk             | ES                 | 0          | 0          | CN              | 1               | 0               | -                  | -                  | -                  | -          | -          | -          | 1      | 0      |
| 2016               | Stabæk             | ES                 | 1          | 0          | CN              | 4               | -3              | UEL                | 1                  | 0                  | -          | -          | -          | 6      | -3     |
| gen.-ago. 2017     | Stabæk             | ES                 | 2          | -7         | CN              | 2               | 0               | -                  | -                  | -                  | -          | -          | -          | 4      | -7     |
| Totale Stabæk      | Totale Stabæk      | Totale Stabæk      | 3          | -7         |                 | 7               | -3              |                    | 1                  | 0                  |            | -          | -          | 11     | -10    |
| 2017-2018          | Bengaluru          | ISL                | 19         | -17        | SC              | 4               | -5              | AFC Cup            | 2                  | 0                  | -          | -          | -          | 21     | -17    |
| 2018-2019          | Bengaluru          | ISL                | 20         | -19        | SC              | 1               | -2              |                    | -                  | -                  | -          | -          | -          | 21     | -21    |
| 2019-2020          | Bengaluru          | ISL                | 17+2       | -11+-3     | SC              | -               | -               | AFC Cup            | 3                  | -4                 | -          | -          | -          | 22     | -17    |
| 2020-2021          | Bengaluru          | ISL                | 19         | -25        | -               | -               | -               | AFC Cup            | 5                  | -4                 | -          | -          | -          | 24     | -29    |
| 2021-2022          | Bengaluru          | ISL                | 15         | -22        | -               | -               | -               | -                  | -                  | -                  | -          | -          | -          | 15     | -22    |
| 2022-2023          | Bengaluru          | ISL                | 20+4       | -23+-4     | SC              | 5               | -4              | -                  | -                  | -                  | DC         | 5          | -2         | 34     | -33    |
| 2023-2024          | Bengaluru          | ISL                | 22         | -34        | SC              | -               | -               | -                  | -                  | -                  | DC         | -          | -          | 22     | -34    |
| 2024-2025          | Bengaluru          | ISL                | 22+4       | -29+-4     | SC              | 1               | -1              | -                  | -                  | -                  | DC         | 5          | -2         | 32     | -36    |
| Totale Bengaluru   | Totale Bengaluru   | Totale Bengaluru   | 164        | -191       |                 | 11              | -12             |                    | 10                 | -8                 |            | 10         | -4         | 195    | -216   |
| Totale             | Totale             | Totale             | 188        | -212       |                 | 18              | -15             |                    | 22                 | -21                |            | 11         | -4         | 240    | -251   |

### Cronologia presenze e reti in nazionale
| Cronologia completa delle presenze e delle reti in nazionale ― India | Cronologia completa delle presenze e delle reti in nazionale ― India | Cronologia completa delle presenze e delle reti in nazionale ― India | Cronologia completa delle presenze e delle reti in nazionale ― India | Cronologia completa delle presenze e delle reti in nazionale ― India | Cronologia completa delle presenze e delle reti in nazionale ― India | Cronologia completa delle presenze e delle reti in nazionale ― India | Cronologia completa delle presenze e delle reti in nazionale ― India |
| Data                                                                 | Città                                                                | In casa                                                              | Risultato                                                            | Ospiti                                                               | Competizione                                                         | Reti                                                                 | Note                                                                 |
| -------------------------------------------------------------------- | -------------------------------------------------------------------- | -------------------------------------------------------------------- | -------------------------------------------------------------------- | -------------------------------------------------------------------- | -------------------------------------------------------------------- | -------------------------------------------------------------------- | -------------------------------------------------------------------- |
| 25-3-2011                                                            | Kuala Lumpur                                                         | Turkmenistan                                                         | 1 – 1                                                                | India                                                                | Amichevole                                                           | -                                                                    |                                                                      |
| 8-9-2015                                                             | Bangalore                                                            | India                                                                | 0 – 3                                                                | Iran                                                                 | Qual. Mondiali 2018                                                  | -3                                                                   |                                                                      |
| 8-10-2015                                                            | Aşgabat                                                              | Turkmenistan                                                         | 2 – 1                                                                | India                                                                | Qual. Mondiali 2018                                                  | -2                                                                   |                                                                      |
| 13-10-2015                                                           | Mascate                                                              | Oman                                                                 | 3 – 0                                                                | India                                                                | Qual. Mondiali 2018                                                  | -3                                                                   |                                                                      |
| 12-11-2015                                                           | Bangalore                                                            | India                                                                | 1 – 0                                                                | Guam                                                                 | Qual. Mondiali 2018                                                  | -                                                                    |                                                                      |
| 25-12-2015                                                           | Thiruvananthapuram                                                   | Sri Lanka                                                            | 0 – 2                                                                | India                                                                | SAFF Championship 2015 - 1º turno                                    | -                                                                    |                                                                      |
| 31-12-2015                                                           | Thiruvananthapuram                                                   | India                                                                | 3 – 2                                                                | Maldive                                                              | SAFF Championship 2015 - Semifinale                                  | -2                                                                   |                                                                      |
| 3-1-2016                                                             | Thiruvananthapuram                                                   | India                                                                | 2 – 1 dts                                                            | Afghanistan                                                          | SAFF Championship 2015 - Finale                                      | -1                                                                   |                                                                      |
| 24-3-2016                                                            | Teheran                                                              | Iran                                                                 | 4 – 0                                                                | India                                                                | Qual. Mondiali 2018                                                  | -4                                                                   |                                                                      |
| 29-3-2016                                                            | Kerala                                                               | India                                                                | 1 – 2                                                                | Turkmenistan                                                         | Qual. Mondiali 2018                                                  | -2                                                                   |                                                                      |
| 2-6-2016                                                             | Vientiane                                                            | Laos                                                                 | 0 – 1                                                                | India                                                                | Qual. Coppa d'Asia 2019                                              | -                                                                    |                                                                      |
| 7-6-2016                                                             | Guwahati                                                             | India                                                                | 6 – 1                                                                | Laos                                                                 | Qual. Coppa d'Asia 2019                                              | -1                                                                   |                                                                      |
| 3-9-2016                                                             | Mumbai                                                               | India                                                                | 4 – 1                                                                | Porto Rico                                                           | Amichevole                                                           | -1                                                                   |                                                                      |
| 22-3-2017                                                            | Phnom Penh                                                           | Cambogia                                                             | 2 – 3                                                                | India                                                                | Amichevole                                                           | -2                                                                   |                                                                      |
| 28-3-2017                                                            | Yangon                                                               | Birmania                                                             | 0 – 1                                                                | India                                                                | Qual. Coppa d'Asia 2019                                              | -                                                                    |                                                                      |
| 6-6-2017                                                             | Mumbai                                                               | India                                                                | 2 – 0                                                                | Nepal                                                                | Amichevole                                                           | -                                                                    |                                                                      |
| 5-9-2017                                                             | Taipa                                                                | Macao                                                                | 0 – 2                                                                | India                                                                | Qual. Coppa d'Asia 2019                                              | -                                                                    |                                                                      |
| 1-6-2018                                                             | Mumbai                                                               | India                                                                | 5 – 0                                                                | Taipei cinese                                                        | Coppa Intercontinentale 2018 - 1º turno                              | -                                                                    |                                                                      |
| 4-6-2018                                                             | Mumbai                                                               | India                                                                | 3 – 0                                                                | Kenya                                                                | Coppa Intercontinentale 2018 - 1º turno                              | -                                                                    |                                                                      |
| 10-6-2018                                                            | Mumbai                                                               | India                                                                | 2 – 0                                                                | Kenya                                                                | Coppa Intercontinentale 2018 - Finale                                | -                                                                    |                                                                      |
| 13-10-2018                                                           | Suzhou                                                               | Cina                                                                 | 0 – 0                                                                | India                                                                | Amichevole                                                           | -                                                                    |                                                                      |
| 17-11-2018                                                           | Amman                                                                | India                                                                | 1 – 2                                                                | Giordania                                                            | Amichevole                                                           | -2                                                                   | Cap.                                                                 |
| 27-12-2018                                                           | Abu Dhabi                                                            | Oman                                                                 | 0 – 0                                                                | India                                                                | Amichevole                                                           | -                                                                    |                                                                      |
| 06-01-2019                                                           | Abu Dhabi                                                            | Thailandia                                                           | 1 – 4                                                                | India                                                                | Coppa d'Asia 2019 - 1º turno                                         | -1                                                                   | Cap.                                                                 |
| 10-01-2019                                                           | Abu Dhabi                                                            | India                                                                | 0 – 2                                                                | Emirati Arabi Uniti                                                  | Coppa d'Asia 2019 - 1º turno                                         | -2                                                                   |                                                                      |
| 14-01-2019                                                           | Sharjah                                                              | India                                                                | 0 – 1                                                                | Bahrein                                                              | Coppa d'Asia 2019 - 1º turno                                         | -1                                                                   |                                                                      |
| 05-06-2019                                                           | Buriram                                                              | Curaçao                                                              | 3 – 1                                                                | India                                                                | King's Cup 2019 - Semifinale                                         | -3                                                                   |                                                                      |
| 07-07-2019                                                           | Ahmedabad                                                            | India                                                                | 2 – 4                                                                | Tagikistan                                                           | Intercontinental Cup 2019 - 1º turno                                 | -4                                                                   |                                                                      |
| 16-07-2019                                                           | Ahmedabad                                                            | India                                                                | 1 – 1                                                                | Siria                                                                | Intercontinental Cup 2019 - 1º turno                                 | -1                                                                   |                                                                      |
| 05-09-2019                                                           | Guwahati                                                             | India                                                                | 1 – 2                                                                | Oman                                                                 | Qual. Mondiali 2022                                                  | -2                                                                   |                                                                      |
| 10-09-2019                                                           | Doha                                                                 | Qatar                                                                | 0 – 0                                                                | India                                                                | Qual. Mondiali 2022                                                  | -                                                                    | cap. 22’                                                             |
| 15-10-2019                                                           | Calcutta                                                             | India                                                                | 1 – 1                                                                | Bangladesh                                                           | Qual. Mondiali 2022                                                  | -1                                                                   |                                                                      |
| 14-11-2019                                                           | Dušanbe                                                              | Afghanistan                                                          | 1 – 1                                                                | India                                                                | Qual. Mondiali 2022                                                  | -1                                                                   |                                                                      |
| 19-11-2019                                                           | Mascate                                                              | Oman                                                                 | 1 – 0                                                                | India                                                                | Qual. Mondiali 2022                                                  | -1                                                                   |                                                                      |
| 29-03-2021                                                           | Dubai                                                                | India                                                                | 0 – 6                                                                | Emirati Arabi Uniti                                                  | Amichevole                                                           | -6                                                                   | cap.                                                                 |
| 3-6-2021                                                             | Doha                                                                 | India                                                                | 0 – 1                                                                | Qatar                                                                | Qual. Mondiali 2022                                                  | -1                                                                   |                                                                      |
| 7-6-2021                                                             | Doha                                                                 | Bangladesh                                                           | 0 – 2                                                                | India                                                                | Qual. Mondiali 2022                                                  | -                                                                    |                                                                      |
| 15-6-2021                                                            | Doha                                                                 | India                                                                | 1 – 1                                                                | Afghanistan                                                          | Qual. Mondiali 2022                                                  | -1                                                                   |                                                                      |
| 2-9-2021                                                             | Katmandu                                                             | Nepal                                                                | 1 – 1                                                                | India                                                                | Amichevole                                                           | -1                                                                   |                                                                      |
| 4-10-2021                                                            | Malé                                                                 | Bangladesh                                                           | 1 – 1                                                                | India                                                                | SAFF Championship 2021 - 1º turno                                    | -1                                                                   |                                                                      |
| 7-10-2021                                                            | Malé                                                                 | India                                                                | 0 – 0                                                                | Sri Lanka                                                            | SAFF Championship 2021 - 1º turno                                    | -                                                                    |                                                                      |
| 10-10-2021                                                           | Malé                                                                 | Nepal                                                                | 0 – 1                                                                | India                                                                | SAFF Championship 2021 - 1º turno                                    | -                                                                    | 65’                                                                  |
| 13-10-2021                                                           | Malé                                                                 | India                                                                | 3 – 1                                                                | Maldive                                                              | SAFF Championship 2021 - 1º turno                                    | -1                                                                   |                                                                      |
| 16-10-2021                                                           | Malé                                                                 | India                                                                | 3 – 0                                                                | Nepal                                                                | SAFF Championship 2021 - Finale                                      | -                                                                    |                                                                      |
| 23-3-2022                                                            | Al Muharraq                                                          | Bahrein                                                              | 2 – 1                                                                | India                                                                | Amichevole                                                           | -2                                                                   | cap.                                                                 |
| 26-3-2022                                                            | Riffa                                                                | India                                                                | 0 – 3                                                                | Bielorussia                                                          | Amichevole                                                           | -3                                                                   | cap.                                                                 |
| 28-5-2022                                                            | Doha                                                                 | India                                                                | 0 – 2                                                                | Giordania                                                            | Amichevole                                                           | -2                                                                   |                                                                      |
| 8-6-2022                                                             | Calcutta                                                             | India                                                                | 2 – 0                                                                | Cambogia                                                             | Qual. Coppa d'Asia 2023                                              | -                                                                    |                                                                      |
| 11-6-2022                                                            | Calcutta                                                             | Afghanistan                                                          | 1 – 2                                                                | India                                                                | Qual. Coppa d'Asia 2023                                              | -1                                                                   |                                                                      |
| 14-6-2022                                                            | Calcutta                                                             | India                                                                | 4 – 0                                                                | Hong Kong                                                            | Qual. Coppa d'Asia 2023                                              | -                                                                    |                                                                      |
| 24-9-2022                                                            | Ho Chi Minh                                                          | India                                                                | 1 – 1                                                                | Singapore                                                            | Amichevole                                                           | -1                                                                   |                                                                      |
| 27-9-2022                                                            | Ho Chi Minh                                                          | Vietnam                                                              | 3 – 0                                                                | India                                                                | Amichevole                                                           | -3                                                                   |                                                                      |
| 28-3-2023                                                            | Imphal                                                               | Kirghizistan                                                         | 0 – 2                                                                | India                                                                | Amichevole                                                           | -                                                                    |                                                                      |
| 12-6-2023                                                            | Bhubaneswar                                                          | India                                                                | 1 – 0                                                                | Vanuatu                                                              | Coppa Intercontinentale 2023 - 1º turno                              | -                                                                    |                                                                      |
| 18-6-2023                                                            | Bhubaneswar                                                          | India                                                                | 2 – 0                                                                | Libano                                                               | Coppa Intercontinentale 2023 - Finale                                | -                                                                    |                                                                      |
| 24-6-2023                                                            | Bengaluru                                                            | Nepal                                                                | 0 – 2                                                                | India                                                                | SAFF Championship 2023 - 1º turno                                    | -                                                                    |                                                                      |
| 1-7-2023                                                             | Bengaluru                                                            | Libano                                                               | 0 – 0 dts (2-4 dtr)                                                  | India                                                                | SAFF Championship 2023 - Semifinale                                  | -                                                                    |                                                                      |
| 4-7-2023                                                             | Bengaluru                                                            | Kuwait                                                               | 1 – 1 dts (4-5 dtr)                                                  | India                                                                | SAFF Championship 2023 - Finale                                      | -1                                                                   |                                                                      |
| 7-9-2023                                                             | Chiang Mai                                                           | Iraq                                                                 | 2 – 2 dts (5-4 dtr)                                                  | India                                                                | King's Cup 2023 - Semifinale                                         | -2                                                                   | cap.                                                                 |
| 10-9-2023                                                            | Chiang Mai                                                           | Libano                                                               | 1 – 0                                                                | India                                                                | King's Cup 2023 - Finale 3º posto                                    | -1                                                                   | cap.                                                                 |
| 13-10-2023                                                           | Kuala Lumpur                                                         | Malaysia                                                             | 4 – 2                                                                | India                                                                | Pestabola Merdeka 2023 - Semifinale                                  | -4                                                                   |                                                                      |
| 16-11-2023                                                           | Al Kuwait                                                            | Kuwait                                                               | 0 – 1                                                                | India                                                                | Qual. Mondiali 2026                                                  | -                                                                    |                                                                      |
| 13-1-2024                                                            | Al Rayyan                                                            | Australia                                                            | 2 – 0                                                                | India                                                                | Coppa d'Asia 2023 - 1º turno                                         | -2                                                                   |                                                                      |
| 18-1-2024                                                            | Al Rayyan                                                            | India                                                                | 0 – 3                                                                | Uzbekistan                                                           | Coppa d'Asia 2023 - 1º turno                                         | -3                                                                   |                                                                      |
| 23-1-2024                                                            | Al Khawr                                                             | Siria                                                                | 1 – 0                                                                | India                                                                | Coppa d'Asia 2023 - 1º turno                                         | -1                                                                   |                                                                      |
| 21-3-2024                                                            | Khamis Mushait                                                       | Afghanistan                                                          | 0 – 0                                                                | India                                                                | Qual. Mondiali 2026                                                  | -                                                                    |                                                                      |
| 26-3-2024                                                            | Guwahati                                                             | India                                                                | 1 – 2                                                                | Afghanistan                                                          | Qual. Mondiali 2026                                                  | -2                                                                   | 87’                                                                  |
| 6-6-2024                                                             | Calcutta                                                             | India                                                                | 0 – 0                                                                | Kuwait                                                               | Qual. Mondiali 2026                                                  | -                                                                    |                                                                      |
| 11-6-2024                                                            | Al Rayyan                                                            | Qatar                                                                | 2 – 1                                                                | India                                                                | Qual. Mondiali 2026                                                  | -2                                                                   | cap.                                                                 |
| 9-9-2024                                                             | Hyderabad                                                            | India                                                                | 0 – 3                                                                | Siria                                                                | Coppa Intercontinentale 2024 - 1º turno                              | -3                                                                   | cap.                                                                 |
| 12-10-2024                                                           | Nam Dinh                                                             | Vietnam                                                              | 1 – 1                                                                | India                                                                | Amichevole                                                           | -1                                                                   | cap.                                                                 |
| 18-11-2024                                                           | Hyderabad                                                            | India                                                                | 1 – 1                                                                | Malaysia                                                             | Amichevole                                                           | -1                                                                   |                                                                      |
| Totale                                                               |                                                                      | Presenze                                                             | 72                                                                   |                                                                      | Reti                                                                 | -86                                                                  |                                                                      |

## Palmarès

### Club
- Hero Super Cup: 1

Bengaluru: 2018
- Indian Super League: 1

Bengaluru: 2018-2019
- Durand Cup: 1

Bengaluru: 2022

### Nazionale
- SAFF Championship: 3

2015, 2021, 2023
- Coppa Intercontinentale (India): 2

2018, 2023

### Individuale
- Indian Super League Golden Glove: 2

Bengaluru: 2018-2019, 2019-2020